# Michelle Chandler
Michelle Chandler, née le 16 juillet 1974 à Geelong, en Australie, est une ancienne joueuse australienne de basket-ball. Elle évoluait au poste d'arrière

## Palmarès
- Troisième des Jeux olympiques 1996